# Сарамурово
Сарамурово или Саламурово, Сари Омер (на гръцки: Σαρή Ομέρ) е бивше село в Гърция, в дем Илиджиево, област Централна Македония.

## География
Селото е било разположено в Солунското поле на левия бряг на Вардар между селата Бугариево и Ингилизово, на пътя от Шамли до Бугариево.

## История

### В Османската империя
В XIX век Сарамурово е чифлик в Солунска каза на Османската империя. Александър Синве („Les Grecs de l’Empire Ottoman. Etude Statistique et Ethnographique“), който се основава на гръцки данни, в 1878 година пише, че в Самури (Samouri) живеят 90 гърци. В „Етнография на вилаетите Адрианопол, Монастир и Салоника“, издадена в Константинопол в 1878 година и отразяваща статистиката на населението от 1873 година, Сарамурово (Saramourovo) е посочено като село с 25 домакинства и 120 жители българи.
В 1900 година според Васил Кънчов („Македония. Етнография и статистика“) в Сарамурово живеят 120 българи християни. По данни на секретаря на екзархията Димитър Мишев („La Macédoine et sa Population Chrétienne“) в 1905 година в Сарамирово (Saramirovo) има 128 българи екзархисти.
Според преброяването от 1905 година в селото има 85 българи екзархисти.
В 1910 година в Сари Умер (Σαρί Ουμέρ) има 85 жители „българомислещи схизматици“.

### В Гърция
В 1913 година след Междусъюзническата война Сарамурово остава в Гърция. Българското му население се изселва в България и на негово място са настанени гърци бежанци. Изселено е преди войната.

## Личности
Родени в Сарамурово
- Атанас Милушев Николов - Живко (20. V. 1908 - 1944), емигрант в Пловдив със семейството си след Първата световна война, работи като арматурист, член на БКП от 1935 г., организира стачки на строителните работници, през зимата на 1943 - 1944 г. е партизанин в диверсионната чета, действаща в района на Свети Спас, през април 1944 г. се присъединява към бригадата „Георги Димитров“, убит[7][8]
- Васил Христов (? - 4 октомври 1914, Кетеново), български революционер, четник на Кръсто Лазаров в 1914 година[9][10]
- Яким Божинов Запрянов (1882 - ?), български просветен деец и дарител[11]